# Histoire de l'Océanie
L’histoire de l’Océanie est généralement découpée, par les études historiques, en quatre grandes périodes :
- les temps premiers ;
- la période des premiers contacts avec les Européens ;
- la période coloniale ;
- l'Océanie contemporaine.

Comme tout découpage historique, celui-ci a des qualités et des défauts : il est pratique car il permet d'avoir une vision globale des évolutions historiques de ce vaste espace et quelques repères chronologiques, mais il ne prend pas en compte la diversité des situations et n'échappe pas aux avatars et autres clichés d'une vision européo-centrée. Les temps premiers, notamment, occupent plus de 90 % de la période, mais, faute d'écriture déchiffrée et d'études archéologiques, ne font l'objet que d'une faible fraction des études et des publications, laissant largement place aux mythes et à la pseudohistoire.

## Galerie de cartes

Grandes régions océaniennes
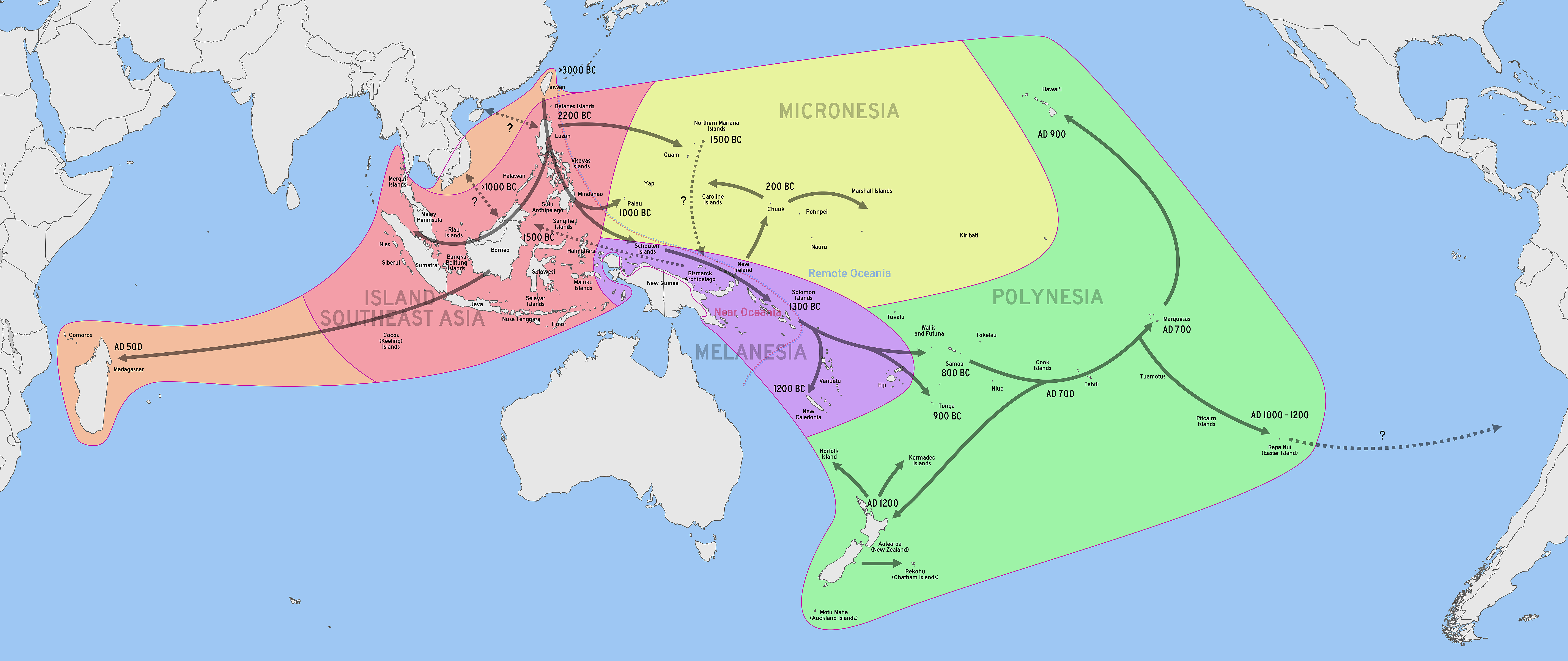
Dispersion/expansion austronésienne
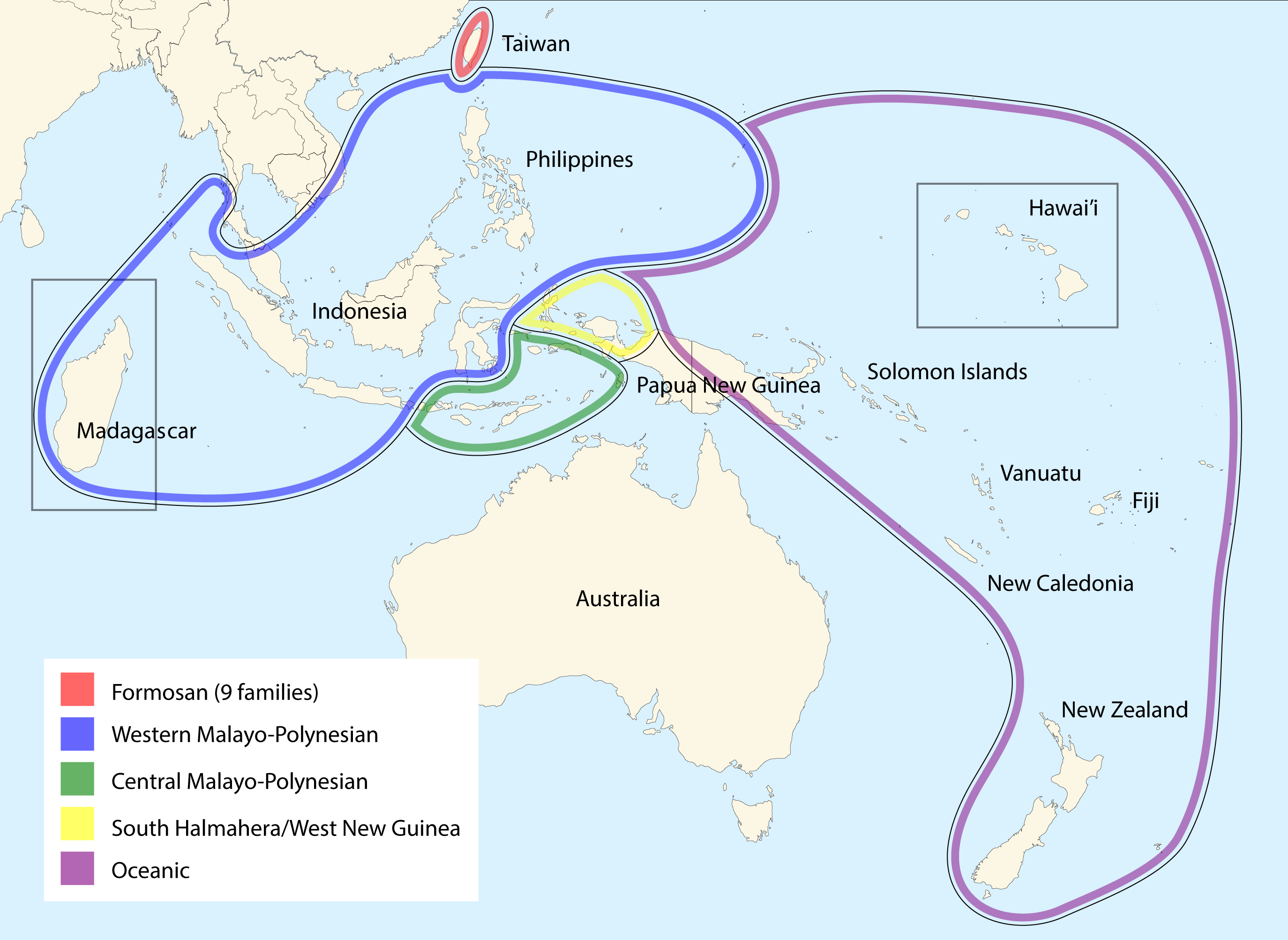
Langues austronésiennes
Pacifique en 1939
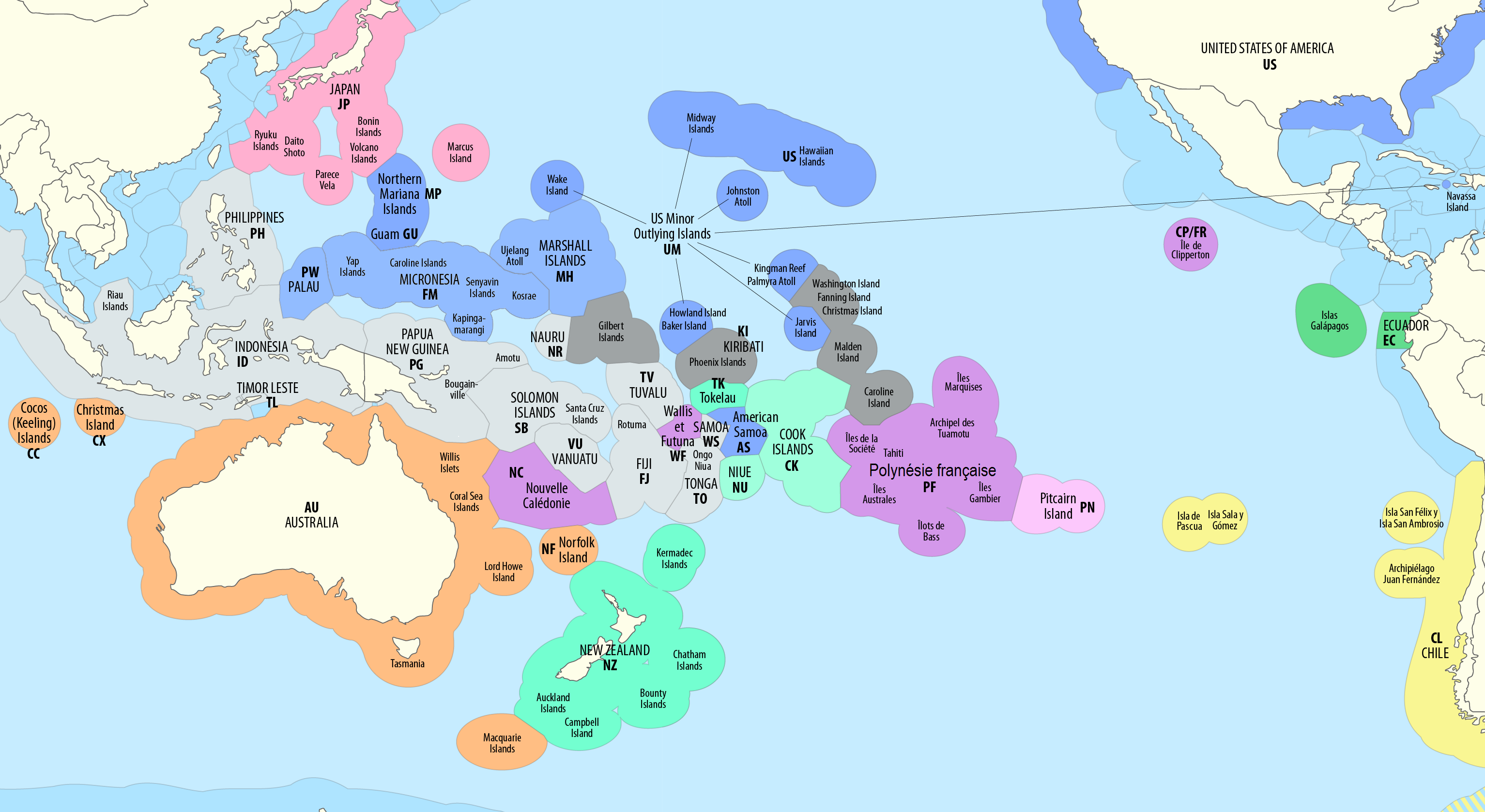
Zones exclusives
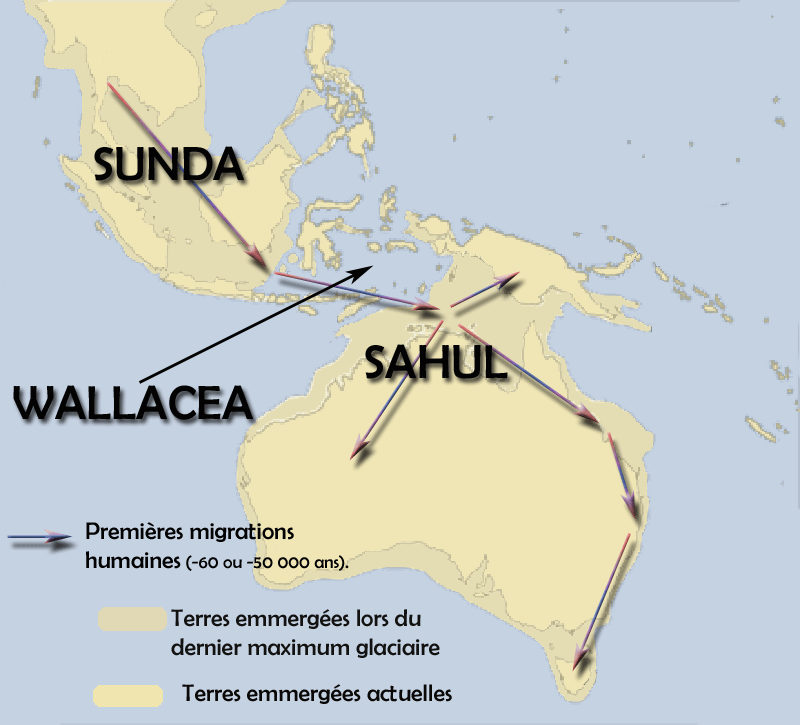
Sunda-Sahul-Wallacea
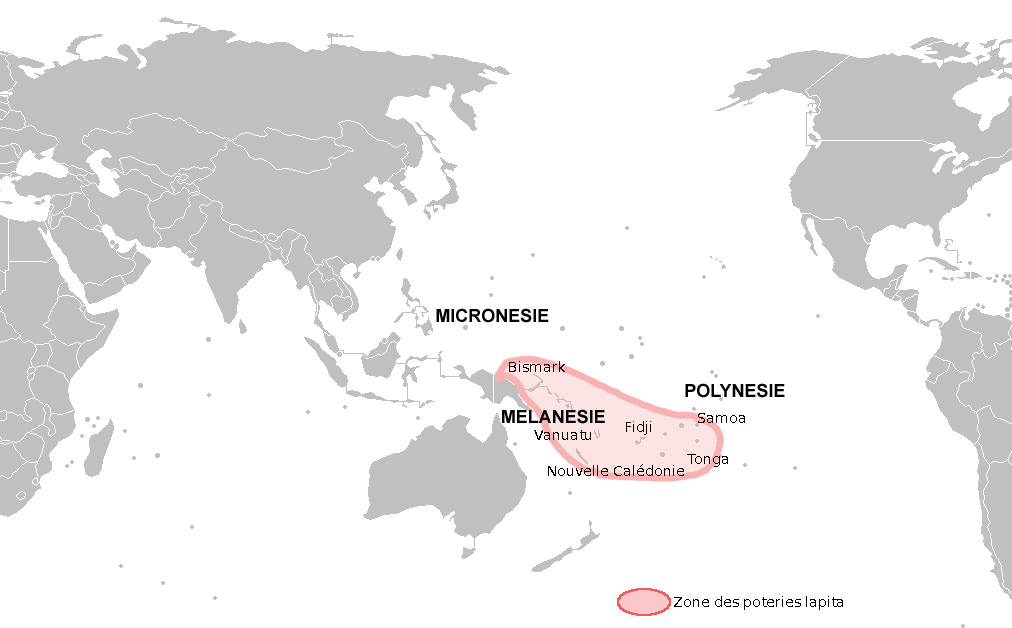
Carte Lapita
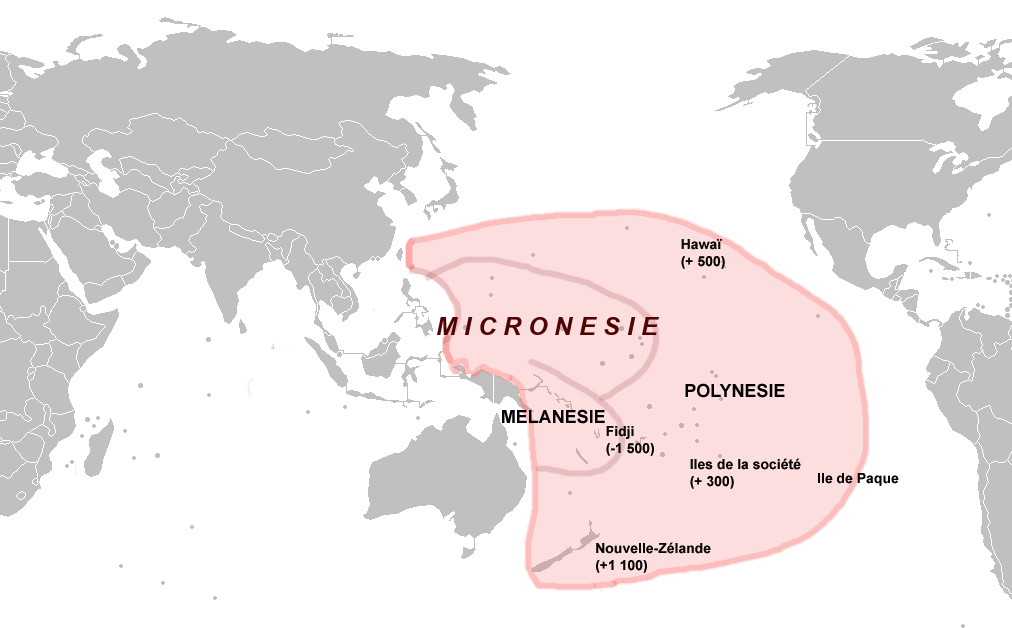
Micronésie
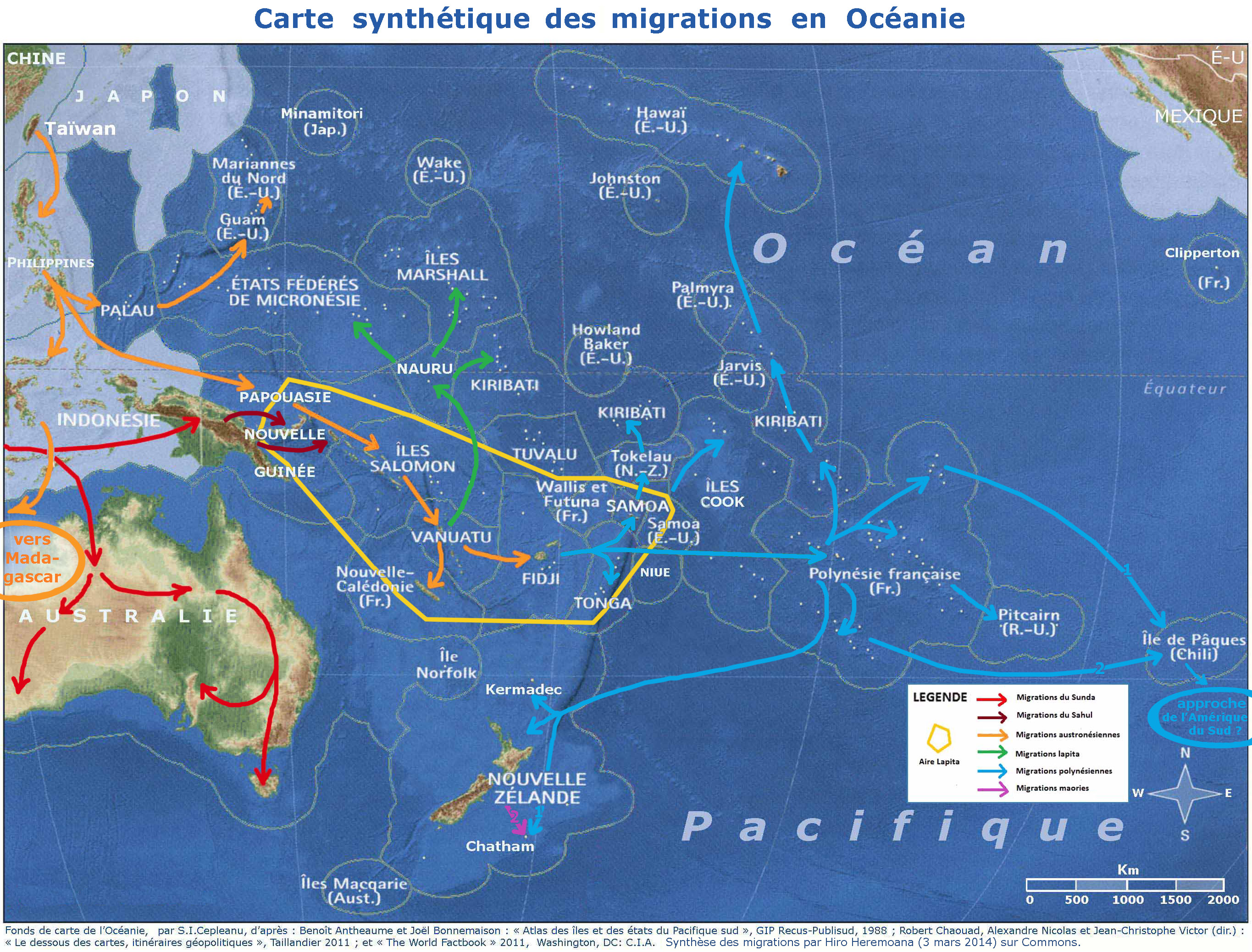
Synthèse des mouvements migratoires anciens en Océanie

## Les temps premiers
Appelés selon les auteurs Préhistoire ou temps pré-européens… ceux-ci couvrent la période allant du peuplement de l'Océanie aux premiers contacts.
Chronologie succincte :
- 70 à 40000 ans avant le présent (BP) : première vague de peuplement du Sunda vers le Sahul, des ancêtres des Aborigènes d'Australie et des populations papoues ;
- 9000 ans BP : premières traces d'activités agricoles sur les Hautes Terres de l'île de Nouvelle-Guinée ;
- 4000 ans BP : vague migratoire en provenance d'Asie des populations austronésiennes s'installant le long des zones côtières de Nouvelle-Guinée ;
- 3500 à 2500 ans BP : peuplement du Vanuatu, Nouvelle-Calédonie[2], Fidji ;
- 2500 à 2000 ans BP : premières traces d'installations humaines aux Samoa, Tonga et îles Marquises sans doute à partir des Fidji ;
- 2000 à 1000 BP : peuplement du reste de la Polynésie orientale, la Nouvelle-Zélande étant probablement la dernière terre peuplée aux alentours de 750 de notre ère.

Il existe un bon nombre de sites mégalithiques, dont Haʻamonga ʻa Maui, Langi, Lelu, Moaï, Nan Madol, Odalmelech, Pierre de latte...

## Premiers contacts avec les Européens
C'est à partir du tout début du XVIe siècle que les Européens font intrusion dans le monde océanien.
Celle-ci a plusieurs caractéristiques : 
- Elle est lente et s'étale sur près de quatre siècles : la  période de premiers contacts va perdurer pour certaines vallées isolées de Nouvelle-Guinée jusqu'au milieu du XXe siècle.
- Elle est inégale, plus intense à l'est qu'à l'ouest de l'Océanie et limitée pour les îles les plus imposantes aux zones côtières. De plus, jusqu'à la toute fin du XVIIIe siècle et la fondation du bagne australien, elle peut être considérée comme un phénomène marginal dans la mesure où ces explorateurs et navigateurs ne s'installent pas à demeure et ne restent souvent sur place que très peu de temps. Louis-Antoine de Bougainville (1729-1811) ne fait par exemple qu'une escale de huit jours à Tahiti. Cette brève rencontre n'ayant pas empêché d'inspirer tout un tas de fantasmes et une abondante littérature à son retour dont le fameux Supplément au Voyage de Bougainville de Diderot.
- Elle est diverse : après le passage des navigateurs, les premiers Européens à s'installer parmi les Océaniens sont de deux types. Il y a tout d'abord les missionnaires et ceux que les Anglo-Saxons nomment les beachcombers (littéralement « écumeurs de grève »), c'est-à-dire ces aventuriers (mutins, forçats évadés du bagne australien ou calédonien, santaliers, baleiniers, chasseurs de phoques en Nouvelle-Zélande et autres Pākehā Māori (en)) qui s'installent parmi la population locale.

### Circumnavigateurs et explorateurs
Le passage des navires européens se fait par vagues, correspondant aux périodes de domination des mers par les différentes nations européennes :
- vagues espagnole et portugaise au XVIe siècle ;
- vague hollandaise au XVIIe et une partie du XVIIIe siècle ;
- vagues britannique et française à partir du XVIIIe siècle ;
- des vagues secondaires à partir du XIXe siècle (américaine, russe, allemande).

#### Navigateurs et explorateurs espagnols et portugais
Cette phase dura environ un siècle. Elle débuta en 1513 avec l'Espagnol Vasco Núñez de Balboa, un conquistador espagnol qui, après avoir traversé l'isthme de Darién (Panama), prit possession de la « Grande Mar del Sur » au nom du roi d'Espagne, Ferdinand II d'Aragon. En 1520, le portugais Fernao de Magalhes, plus connu sous le nom de Magellan, franchit le détroit qui porte aujourd'hui son nom et s'aventura dans ce qu'il nomma le Mare Pacifico à bord de ses deux navires, le Victoria et Trinidad. Il erra pendant plusieurs mois sans rien apercevoir de ces archipels si ce n'est l'atoll de Puka Puka au nord-est des îles Tuamotu, puis l'île de Guam, avant de se faire tuer aux Philippines. Juan Sebastián Elcano termina la circumnavigation en atteignant l'Espagne le 6 septembre 1522. Il en ramena des épices, incitant les rois successifs espagnols et portugais à organiser de nouvelles expéditions, d'autant qu'à partir des années 1520, ces deux pays disposaient désormais de bases arrière pour ces explorations. En effet, le Mexique fut conquis par les Espagnols en 1521 puis le Pérou en 1535, tandis que les Portugais prenaient officiellement possessions de Sumatra et des Moluques (Indonésie actuelle) en 1529.
Quelques-unes de ces expéditions
- 1526 : l'expédition de García Jofre de Loaísa fut un fiasco puisque sur les sept caravelles qui commencèrent le périple, la Santa María de la Victoria fut le seul navire qui parvint à rejoindre les Moluques ;
- 1527-1529 : Saavedra fut envoyé à la recherche des navires disparus de l'expédition précédente. Mais là encore, deux des trois navires de l'expédition disparurent au large des îles Marshall à la suite d'une tempête ;
- 1542-1545 : Ruy López de Villalobos traversa à son tour le Pacifique pour tenter d'installer une colonie aux Philippines. Néanmoins il échoua dans ses tentatives. Lors de son retour vers le Mexique, il passa au large de la Nouvelle-Guinée qu'il baptisa Nueva Guinea. Une colonie espagnole sera finalement fondée aux Philippines par Miguel Lopez de Legaspi en 1565.

Outre ces premières circumnavigations de la première moitié du XVIe siècle, l'Océanie demeurait une terra incognita, pratiquement aucun contact n'ayant pu avoir lieu entre Européens et Océaniens en dehors de quelques îles de Micronésie. Cela changea avec les expéditions de l'Espagnol Álvaro de Mendaña et du Portugais Pedro Fernandes de Queirós.
Mendaña fit deux expéditions, la première en 1567-1568. Son ordre de mission, découvrir la fameuse Terra Australis Incognita que l'on pensait se situer quelque part dans le Sud du Pacifique et qui, croyait-on, regorgeait d'épices, de pierres précieuses et d'or. Mendaña crut l'avoir découverte ou tout au moins ses prémices avec l'archipel des Salomon qu'il nomma du reste ainsi en référence aux mines du roi Salomon. Il fit une escale de plusieurs semaines à Guadalcanal et Malaita.
La seconde expédition de Mendaña eut lieu en 1595. Elle eut cette fois-ci pour objet de fonder une colonie aux îles Salomon. En chemin, il passa au large de Fatu Hiva et Hiva Oa. Il baptisa l'archipel les îles Marquises (en espagnol Marquesas) en l'honneur de la femme du vice-roi du Pérou, don Garcia Hurtado de Mendoza de Canete. La tentative de Mendaña d'installer une colonie aux Salomon échoua piteusement, lui-même décédant sur place. C'est finalement son second, Pedro Fernandes de Queiros, qui ramena la flotte à Manille puis au Pérou.
Dix années plus tard, ce même de Quiros toujours installé au Pérou obtint de Philippe III d'Espagne deux vaisseaux pour effectuer une nouvelle expédition et pour reprendre les recherches de ce fameux continent austral. En chemin il passa au large de plusieurs atolls des Tuamotu puis continua son chemin, passant au sud des Salomon pour arriver en vue d'une terre imposante qu'il baptisa Australia del Espiritu Santo (aujourd'hui l'île d'Espiritu Santo au Vanuatu).
Avec cette exploration de Quiros (à laquelle nous pourrions ajouter celle de Torrès de la côte nord australienne et le sud de la Nouvelle-Guinée également en 1606), prit fin cette vague d'exploration ibérique du Pacifique, leur hégémonie étant mise à mal par une autre nation européenne, la Hollande.
- Explorateurs espagnols du Pacifique (en)
- Explorateurs portugais du Pacifique (en)

#### Navigateurs et explorateurs hollandais

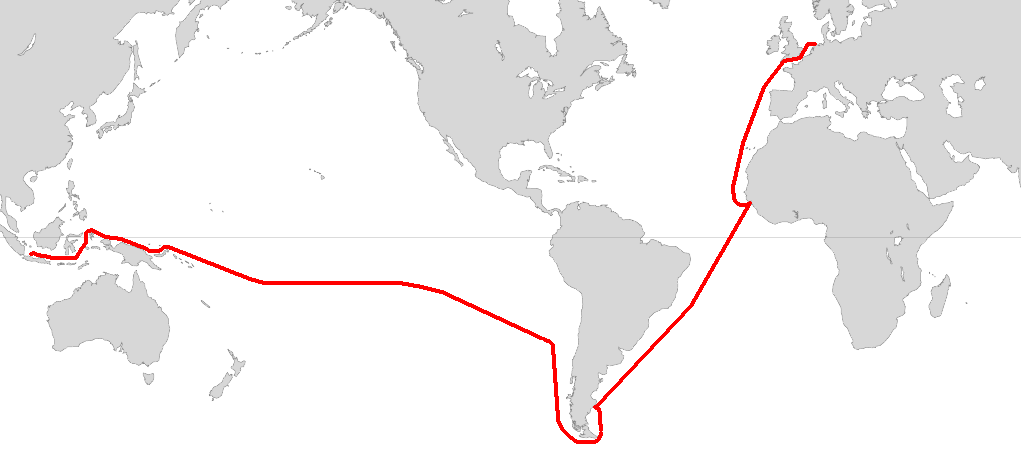
Circumnavigation des hollandais Willem Schouten et Jacob Le Maire, 1615-1616.

En 1615-1616, les hollandais Willem Schouten et Jacob Le Maire effectuent une circumnavigation, dans le but de trouver un passage alternatif au détroit de Magellan. Ils partent à bord de deux navires : l'Eendracht et le Hoorn, mais ce dernier est perdu dans un incendie. Jacob Le Maire donne son nom à un détroit en Terre de Feu, puis ils passent le cap Horn, qu'ils baptisent en l'honneur de leur village d'origine (Hoorn). Ils sont les premiers européens à atteindre les îles de Futuna et d'Alofi (qu'ils baptisent îles de Hoorn) puis Niuafoʻou, Niuatoputapu et Tafahi (au nord des Tonga). L'expédition suit les côtes nord des îles de la Nouvelle-Irlande et de la Nouvelle-Guinée, et visite plusieurs îles à proximité, dont celles qui sont aujourd'hui appelées les îles Schouten.
En 1642, Tasman découvre la Tasmanie, au sud de l'Océanie, alors appelée Terre de Van Diemen.
- Willem Schouten (1567-1625) et Jacob Le Maire (1585-1616)
- Maarten Gerritszoon de Vries (1589-1647)
- Abel Tasman (1603-1659) et Frans Jacobszoon Visscher (en)
- Jakob Roggeveen (1659-1729)

#### Navigateurs et explorateurs britanniques
- James Cook (1728-1779)
- Samuel Wallis (1728-1795)
- William Bligh (1754-1817)

#### Navigateurs et explorateurs français
- Louis-Antoine de Bougainville (1729-1811) ;
- Yves Joseph de Kerguelen de Trémarec (1734-1797) ;
- Antoine Bruny d'Entrecasteaux (1737-1793) ;
- Jean-François de La Pérouse (1741-1788) ;
- Paul Mérault Monneron (1748-1788) ;
- Jules Dumont d'Urville (1790-1842) ;
- Louis-Marie-François Tardy de Montravel (1811-1864) ;
- Raymond Rallier du Baty (1881-1978).

#### Navigateurs et explorateurs américains
- Explorateurs américains du Pacifique (en)

#### Navigateurs et explorateurs austro-roumains
Ilarie Mitrea (ro), né en 1842 et mort en 1904, chirurgien roumain transylvain et sujet austro-hongrois, était médecin dans la marine coloniale hollandaise entre 1869 et 1894 et, à ce titre, il explora, cartographia et effectua des études naturalistes et ethnologiques dans les îles indonésiennes, envoyant de riches collections aux muséums de Bucarest et de Vienne ; on lui doit la diffusion de la dénomination de Cap Romania donnée au XIXe siècle au Magnum Promontorium de Ptolémée (aujourd'hui « Teluk Ramunia » en Malaisie, à l'extrémité sud-est de la péninsule Malaise).

#### Navigateurs et explorateurs russes
Au XIXe siècle, l'Empire russe dépêche en Océanie des navigateurs allemands de la Baltique comme Bellinghausen (1778-1852), Kotzebue (1787-1846) et Krusenstern (1770-1846) qui explorent, au service des Tsars russes, l'océan Pacifique jusqu'en Antarctique. En 1803, l'expédition russe de Koztebue et Krusenstern atteint les îles Marquises puis l'île Washington (Kiribati) avant de faire voile sur le Japon.
- Explorateurs russes du Pacifique (en) (Germano-Baltes)

#### Navigateurs et explorateurs italiens
- Explorateurs italiens du Pacifique (en) généralement sous drapeau espagnol

### Les missions

#### Les missions protestantes
- London Missionary Society (Église congrégationaliste)
- English Wesleyan Mission (en) (méthodiste)
- Church Mission Society (anglicane)
- American Board of Commissioners for Foreign Missions (ABCFM) (Congregationaliste)
- Missions presbytériennes
- Mormons
- Histoire des missions adventistes

#### Les missions catholiques
- Congrégation des Sacrés-Cœurs de Jésus et de Marie (Picpuciens)
- Société de Marie (Maristes)

## La période coloniale

Mare clausum (en) ibérique
Mare clausum (présentation horizontale), selon de traité de Tordesillas (1494)
Capitainerie générale des Philippines (1565-1898)
Colonies et zones d'influence en Asie et dans une partie du Pacifique vers 1914
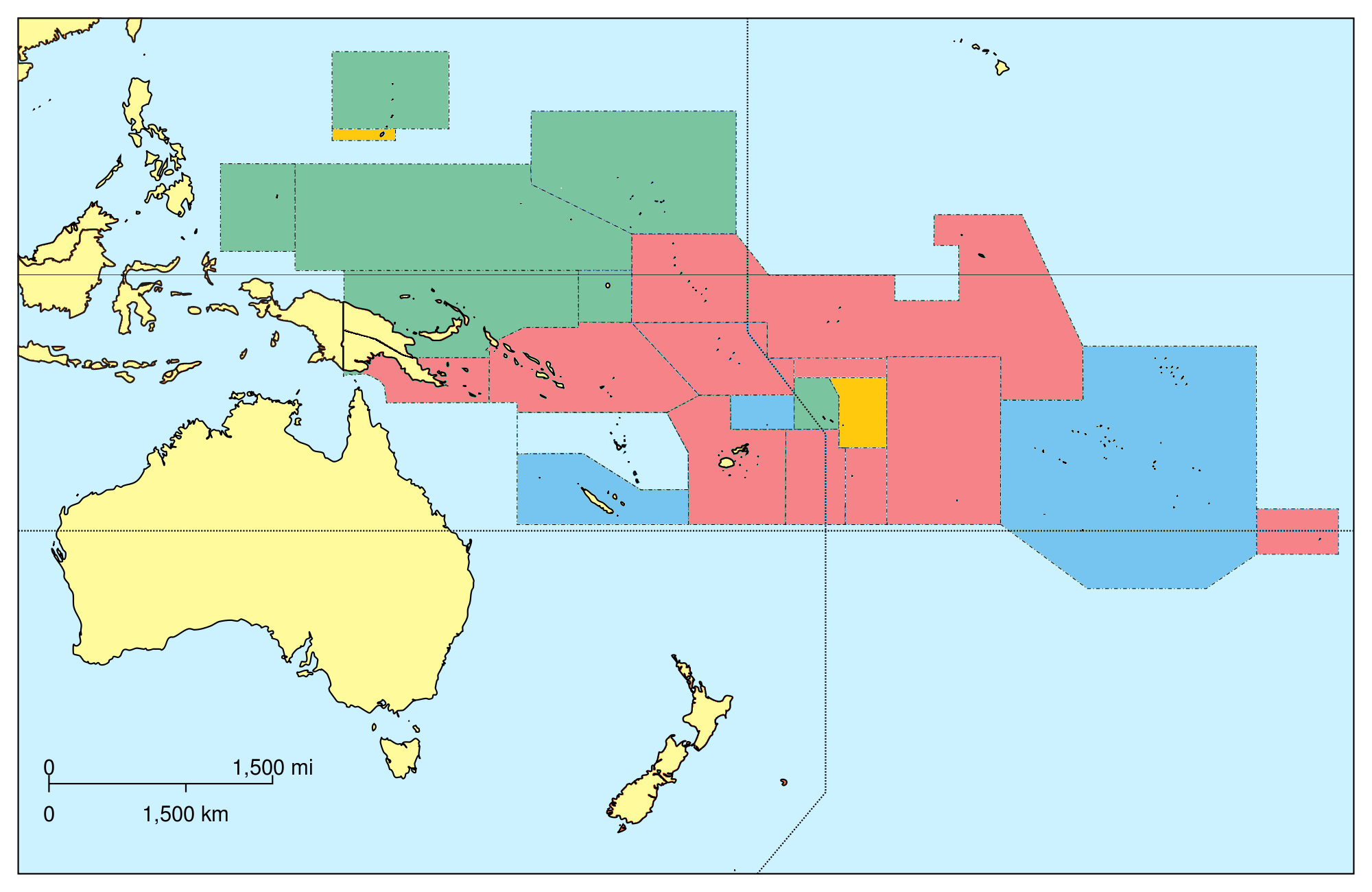
Colonies en 1914 (françaises en bleu, allemandes en vert, britanniques en rose, américaines en orange)
Avancée japonaise dans le Pacifique en 1937-1942

La colonisation du territoire Océanien a commencé en 1788 avec l’implantation d’une colonie pénale britannique à Sydney, en Australie. L'empire britannique se servait de ce territoire pour désengorger les prisons qui étaient surpeuplées. Les colons ont amené avec eux de quoi faire de l’agriculture et de l’élevage. Quelques décennies plus tard, la France a pris possession d’autres îles, entre autres la Nouvelle-Calédonie vers laquelle elle a aussi déporté des prisonniers à partir de 1863, ainsi que les Îles de la Société (actuelle Polynésie française). Ainsi, à partir de 1870 commence le partage colonial des iles entre les États-Unis, l’Allemagne, le Japon, le Royaume-Uni et la France. Certaines petites îles n’ont jamais été colonisées, car elles étaient difficiles d’accès ou possédaient peu de ressources ou de terres exploitables. La Première guerre mondiale marque la fin du partage colonial alors que l'Allemagne perd ses colonies, non sans combattre.

## L'Océanie contemporaine
L'Océanie contemporaine est simplement l'Océanie telle que nous la connaissons actuellement.

### Indépendances et évolutions statutaires
Après l'Amérique latine, l'Asie et l'Afrique, l'Océanie est chronologiquement parlant la dernière région du monde à avoir connu un processus de décolonisation. Débuté en 1962 avec l'indépendance des Samoa occidentales, celui-ci s'est poursuivi jusqu'à nos jours : 
- îles Cook (indépendance associée), 1965
- Nauru, 1968
- Tonga, 1970 (bien que le pays n'ait jamais été formellement colonisé)
- Fidji, 1970
- Niue (Indépendance associée), 1974
- Papouasie-Nouvelle-Guinée, 1975
- Salomon, 1978
- Tuvalu, 1978
- Kiribati, 1979
- Vanuatu, 1980
- États fédérés de Micronésie, 1986
- Îles Marshall, 1986
- Palaos, 1994.

Aujourd'hui si l'on excepte le cas très particulier d'Hawaï, seuls restent sous la tutelle de puissances extérieures : 
- les Samoa américaines (territoire non incorporé américain),
- les Mariannes du Nord (Commonwealth américain),
- Guam (territoire américain),
- Tokelau (territoire autonome dépendant de la Nouvelle-Zélande),
- la Polynésie française (Pays d'outre-mer français),
- la Nouvelle-Calédonie (Pays d'outre-mer français),
- Wallis-et-Futuna (Collectivité d'outre-mer français),
- L'île de Pâques (territoire chilien)
- Pitcairn (territoire britannique)
- La Nouvelle-Guinée occidentale (sous souveraineté indonésienne, divisée entre les provinces de Papouasie et de Papouasie occidentale).

Ces ensembles ont néanmoins connu depuis 1945 des évolutions statutaires significatives allant toutes dans la direction d'une plus grande participation de la population aux institutions locales.

### Les relations internationales en Océanie

#### Les relations internationales en Océanie (1945-1991): uneMare americanadans l'ère du nucléaire
Considéré pendant longtemps comme une Mare americana, le Pacifique et plus particulièrement le Pacifique insulaire n'a jamais constitué ce que l'on pourrait appeler une ligne de front de la guerre froide. Pour autant, il n'a pas totalement échappé aux tensions internationales.
Cette prédominance américaine s'est appuyée sur un réseau de bases militaires, d'alliances solides avec les pays de la région (l'Australie et la Nouvelle-Zélande au sein de l'ANZUS, le Japon, les Philippines, ...) ainsi que la présence de puissances traditionnellement alliées comme la France et la Grande-Bretagne.
Si les soviétiques ne sont pas restés totalement absents de la scène diplomatique océanienne, leur présence est restée modeste se limitant à appuyer discrètement les différents mouvements de libération ou dans les années 1980 par la négociation de droits de pêche dans la Zone économique exclusive de quelques États nouvellement indépendants.
C'est paradoxalement entre les États réputés alliés que vont se faire sentir les plus fortes tensions. La question des essais nucléaires français, le sabotage du Rainbow Warrior et l'affaire calédonienne vont ainsi profondément affecter les relations franco-néo-zélandaises et franco-australiennes. La crise qu'a pu connaître l'ANZUS dans les années 1980 à la suite de l'adoption par le gouvernement néo-zélandais d'une législation anti-nucléaire en 1987 en est un autre exemple.

#### Les relations internationales en Océanie (1991-2007): la nouvelle donne océanienne et la fin de laPacific Way[6]
Avec les années 1990, un certain nombre d'événements va modifier les rapports de force mis en place depuis 1945. Tout d'abord avec la chute du communisme, le Pacifique apparaît de moins en moins comme un priorité stratégique pour les Américains. Parallèlement, la fin des essais nucléaires français, la ratification du traité de Rarotonga en 1996 et le règlement pacifique de la question calédonienne vont permettre le réchauffement des relations entre la France et ses partenaires australiens et néo-zélandais dont les intérêts se font de plus en plus convergents.
Désormais la priorité pour ces trois pays est de garantir une stabilité régionale, stabilité mise à mal par l'apparition d'un nouveau type de conflits. Les coups d'État de 1988, 2000 et 2006 aux Fidji, celui de 2000 aux Salomon, l'assassinat en 1999 aux îles Samoa d'un ministre du gouvernement par deux de ses collègues, les émeutes de 2006 à Tonga vont mettre un terme définitif au rêve de Pacific Way énoncé par Sir Ratu Kamisese Mara.
Parallèlement de nouvelles puissances se font de plus en plus présentes dans la zone que cela soit sur un plan économique ou diplomatique, comme le Japon et surtout la Chine.

#### Organisations régionales
Avec l'indépendance d'un nombre croissant d'États, de nouvelles solidarités se sont peu à peu tissées entre ces pays au travers d'un certain nombre d'organisations régionales à vocations économique et culturelle, politique pour certaines voire militaire.
- Forum des îles du Pacifique
- Communauté du Pacifique
- Groupe Fer de lance mélanésien
- Banque asiatique de développement dont douze États océaniens sont membres.

#### Avant 1500: peuples des origines
- Austronésiens, langues austronésiennes, langues océaniennes, langues malayo-polynésiennes
- Autochtones d'Australie, aborigènes d'Australie, langues aborigènes d'Australie, aborigènes de Tasmanie, indigènes du détroit de Torrès
- Océaniens : Mélanésiens, Micronésiens, Polynésiens
- Navigation polynésienne (en), vaisseaux austronésiens (en), pirogues des migrations maories, navigation micronésienne (en), carte à bâtonnets
- Contacts trans-océaniques précolombiens
- Culture Lapita-Watom (1000-500 AEC) (3000-2500 BP)
- Histoire de l'Australie, préhistoire de l'Australie
  - Temps du rêve, mythologie aborigène, cosmogonie des Aborigènes d'Australie, art des Aborigènes d'Australie
  - Histoire de la Tasmanie, aborigènes de Tasmanie, Black War (1803-1830)
- Histoire de la Nouvelle-Zélande, Hawaiki, Moriori, Ngāi Tahu, Traité de Waitangi (1840)
- Histoire de la Nouvelle-Calédonie, art kanak, socle commun des valeurs kanak
- Histoire d'Hawaï, Hawaïens, population ancienne d'Hawaï (en), Ancien Hawaï, sites archéologiques d'Hawaï (en), découverte et installation sur Hawaï (en) (1219-1266), royaume d'Hawaï (1795-1893)
- Histoire de Niue
- Histoire des Tonga, histoire ancienne de Tonga (en), empire Tuʻi Tonga (950c-1826)
- Histoire des Samoa, crise des Samoa (1887-1889), Samoa allemandes (1900-1914), histoire des Samoa américaines
- Histoire des îles Cook, culture des îles Cook
- Histoire des Fidji, monarchie fidjienne, acte de Cession (1874), première expédition des Fidji (1855), dominion des Fidji (1970-1987)
- Histoire des Îles Salomon
- Histoire de la Papouasie-Nouvelle-Guinée
- Histoire de l'île de Pâques, Rapa Nui (peuple), tablettes rongorongo, statues mo'aï, parc national de Rapa Nui, Hotu Matu'a, Tatouage rapanui

#### Après 1500: interventions européennes
- Beachcomber, laisse de mer, santal, holothurie (bêches-de-mer), coprah, blackbirding
- Voyages d'exploration scientifique, découvertes portugaises
- Liste des grands explorateurs de l'océan Pacifique
- Empire colonial, colonialisme, impérialisme, mondialisation
  - Commerce des épices, histoire du commerce des épices
  - Histoire de l'Indonésie dont l'épisode portugais (1508-1650), Empire colonial portugais dans l'archipel indonésien (en) (1522-1605), dont Moluques (1511c-1641c) et Timor oriental (1596–1975)
  - Capitainerie générale des Philippines (1565–1898, Philippines, Mariannes, Carolines, Palaos, partie de Micronésie), dépendant des Indes orientales espagnoles (1565-1898), galion de Manille (1565-)
  - Compagnie néerlandaise des Indes orientales (1602-1799), Indes orientales néerlandaises (1800-1849)
  - Exploration de l'Australie par les Européens
  - Colonisation de l'Océanie (en), Européens en Océanie (en), Euronésiens (en)
  - Décolonisation, décolonisation de l'Océanie (en), études postcoloniales, études décoloniales
- Théâtre océanien de la Première Guerre mondiale, mandat des îles du Pacifique (1919-1947)
- Attaque de Pearl Harbor (1941), guerre du Pacifique(1941-1945)
- Économie de l'Océanie, commission économique et sociale pour l'Asie et le Pacifique (1947), Sparteca (1981), accord de partenariat transpacifique (2016)
- Traité de Rarotonga (1985, dénucléarisation de la zone Pacifique-Sud)
- Néocolonialisme, globalisation
- Politique étrangère de l'Australie, politique étrangère de la Nouvelle-Zélande, AUKUS (2021)
- Siècle chinois, nouvelle route de la soie, politique étrangère de la république populaire de Chine

#### Culture
- Culture en Océanie, culture en Océanie par pays
  - Culture de l'Australie, culture de la Nouvelle-Zélande...
  - Océanie dans l'art et la culture
  - Culture Tiki (USA), surf culture, bodyboard, chemise hawaïenne, aloha, hula, kava, four polynésien
  - Œuvres littéraires se déroulant en Océanie, dont Les Immémoriaux (1907) de Victor Segalen
  - Société des océanistes (1945), Journal de la Société des océanistes (1945), Centre de recherche et de documentation sur l'Océanie (1995, CREDO), Polynesian Society (1892)
- Littérature océanienne, roman colonial, salon international du livre océanien
- Liste d'écrivains océaniens (en)
- Liste de films océaniens (en)
- Religion en Océanie
- Liste du patrimoine mondial en Océanie, liste du patrimoine culturel immatériel de l'humanité en Asie et Océanie
- Mémoire du monde (Océanie)
- Liste des langues en voie de disparition en Océanie (en)
- Pan-océanisme
- Études culturelles, littérature, Histoire littéraire